# Ronnie Baker
Ronnie Baker (Louisville, 15 oktober 1993) is een Amerikaans sprinter. Hij nam eenmaal deel aan de Olympische Zomerspelen.

## Biografie
Baker liep tijdens zijn studentenjaren voor de Texas Christian University, waarbij hij aanvankelijk uitkwam op de 400 meter, maar de overstap maakte naar de kortere sprintnummers. In 2017 werd hij Amerikaans indoorkampioen op de 60 meter. Samen met LeShon Collins, Mike Rodgers en Justin Gatlin behaalde Baker de overwinning op de 4x100 meter op de IAAF World Relays van 2017. Hij behaalde in 2017 ook zijn eerste podiumplaatsen op de meetings van de IAAF Diamond League. Ook in 2018 was hij goed voor mooie resultaten de Diamond League met onder andere 4 overwinningen. Op het WK indoor van 2018 liep Baker naar brons op de 60 meter achter zijn landgenoot Christian Coleman en de Chinees Su Bingtian. 
In 2020 was Baker de eindwinnaar van de 60 meter sprint op de World Athletics Indoor Tour. Via de Amerikaanse trials kon Baker zich plaatsen voor de 100 meter op de Olympische Zomerspelen van Tokio. Baker kon zich plaatsen voor de finale van de 100 meter. In deze finale liep Baker in een tijd van 9,90 naar een vijfde plaats. Samen met Trayvon Bromell, Fred Kerley en Cravon Gillespie werd Baker uitgeschakeld in de reeksen van de 4x100 meter mannen.

## Persoonlijke records
Outdoor
| Onderdeel | Prestatie | Datum           | Plaats         |
| --------- | --------- | --------------- | -------------- |
| 60 m      | 6,65      | 23 juli 2020    | Fort Worth     |
| 100 m     | 9,83      | 1 augustus 2021 | Tokio          |
| 200 m     | 20,55     | 31 maart 2018   | Austin (Texas) |
| 400 m     | 46,18     | 5 mei 2013      | Waco (Texas)   |

Indoor
| Onderdeel | Prestatie | Datum            | Plaats          |
| --------- | --------- | ---------------- | --------------- |
| 60 m      | 6,40      | 18 februari 2018 | Albuquerque     |
| 200 m     | 20,60     | 30 januari 2016  | Albuquerque     |
| 400 m     | 46,95     | 9 februari 2013  | College Station |

## Palmares

### 60 m
- 2018:  WK indoor - 6,44

### 100 m
- 2021: 5e OS - 9,95 s

Diamond League-podiumplaatsen
- 2017:  Weltklasse Zürich - 10,01 s
- 2017:  Golden Gala - 10,05 s
- 2017:  Prefontaine Classic - 9,86
- 2018:  Prefontaine Classic - 9,78
- 2018:  Memorial Van Damme - 9,93
- 2018:  Müller Anniversary Games - 9,90 s
- 2018:  Meeting International Mohammed VI d'Athlétisme de Rabat - 9,98 s
- 2018:  Meeting de Paris - 9,88 s
- 2018:  Golden Gala - 9,93 s
- 2021:  BAUHAUS-galan - 10,03 s
- 2021:  Herculis - 9,91 s

### 4x 100 m
- 2017:   IAAF World Relays - 38,43 s
- 2021: 6e in de series OS - 38,10 s